# Skyfall (Lied)
Skyfall (Schreibweise im Logo als SkyFall, von englisch sky ‚Himmel‘ und fall ‚Sturz‘) ist das Titellied des gleichnamigen Films aus dem Jahr 2012, geschrieben von der Sängerin Adele zusammen mit ihrem Produzenten Paul Epworth. Das Stück wurde am 5. Oktober 2012 im Rahmen des Internationalen James-Bond-Tages der Öffentlichkeit vorgestellt – exakt 50 Jahre zuvor fand die Premiere des ersten James-Bond-Films 007 jagt Dr. No statt. Skyfall wurde als erster Bond-Song mit dem Oscar ausgezeichnet und erhielt unter anderem den Golden Globe Award und den Grammy. Es gehört mit über 7 Millionen Exemplaren zu den meistverkauften Musikstücken.

## Beschreibung
Nachdem die letzten beiden James-Bond-Titellieder You Know My Name und Another Way to Die die elektrische Gitarre in den Mittelpunkt gerückt waren, wurde Skyfall mit einem 77-köpfigen Orchester aufgenommen. Die Ballade beginnt mit einem düsteren Akkord aus Bläsern und Geigen, gefolgt von einer Klavier-Figur entlang der Kadenz aus dem James Bond Theme – seit 50 Jahren musikalische Identität von Bond. Ab der zweiten Hälfte der ersten Strophe wird dieses Motiv auch von der E-Gitarre unterstützt. Mit dem Schlagzeug setzt dann der Refrain ein. Der Aufbau folgt dem klassischer US-amerikanischer Popsongs (Balladenform). Die reduzierte Melodielinie ist geschickt synkopiert und wird von Adele nur zurückhaltend variiert. Das Lied steigert seine Intensität durch ein wuchtiges Orchesterarrangement (inklusive Choreinsatz ab dem zweiten Refrain) immer weiter, was schließlich auf einem 11-sekündigen „at Skyfall“ kulminiert – erneut auf Basis der Bond-Kadenz, die die gesamte Komposition durchzieht. Der Orchesterakkord aus dem Intro schließt das Stück ab.
Im Gegensatz zu den letzten Titelliedern folgt Skyfall konkreter der Handlung des zugehörigen Films – Adele und Epworth wollten eine romantische Ballade auf Basis des Drehbuchs schreiben. Epworth selbst beschreibt das Lied als „dunkel und stimmungsvoll“ mit einer „Anmutung von sowohl Begräbnis als auch Wiedergeburt“. Adele singt aus der Sicht einer Person, die sich nach persönlichen Fehlern einer großen Bedrohung gegenübersieht, was Ms Situation im Film widerspiegelt. Dabei sucht sie Halt bei jemandem, der sie schon lange Zeit – womöglich mit Waffengewalt – beschützt hat („…your loving arms keeping me from harm. Put your hand in my hand and we’ll stand“). Andere Zeilen wiederum beziehen sich direkt auf die Erlebnisse von Bond selbst, der nach dem Ertrinken erst wieder in die Wirklichkeit zurückfinden muss („I drownded and dreamt this moment“). Das unausweichliche Aufeinandertreffen findet in Skyfall statt („When it crumbles we will stand tall together at Skyfall“). Hier zeigt sich auch die Vieldeutigkeit des Titels. Er findet sich als Wortspiel („Let the sky fall“), Ort und Ereignis im Text wieder – dieselben Bedeutungen wie im Filmkontext. Besonders hervorzuheben ist auch gleich die erste Textzeile. Das Titellied leitet immer nach einem Prolog die Haupthandlung ein, und doch beginnt Adele das Stück mit „This is the end“. Schließlich ist zu diesem Zeitpunkt auch Bond nach einer fehlgeschlagenen Operation erst einmal am Ende. Man kann die Zeile aber auch bereits als Vorausdeutung auf Ms Schicksal betrachten.
Das Lied wurde im Viervierteltakt und Tonart c-Moll geschrieben und mit 76 Schlägen pro Minute aufgenommen. Es folgt der Akkordprogression Cm – As – Fm7 (in dem Intro und Extro F7) für sechs Takte, gefolgt von Cm/D – Gsus4 – G. Adeles Stimme reicht dabei über mehr als eine Oktave von G3 bis C5. Während die Sängerin im Refrain zum Teil ins Falsett wechselt, entspricht das Lied insgesamt einer eher tiefen Stimmlage, da Adele zum Zeitpunkt der Aufnahmen hochschwanger war. Aufgrund dessen fiel es ihr später schwer, den Song auf der Bühne darzubieten. Der Text besitzt regelmäßige Haufenreime.

## Hintergrund

### Wahl des Interpreten

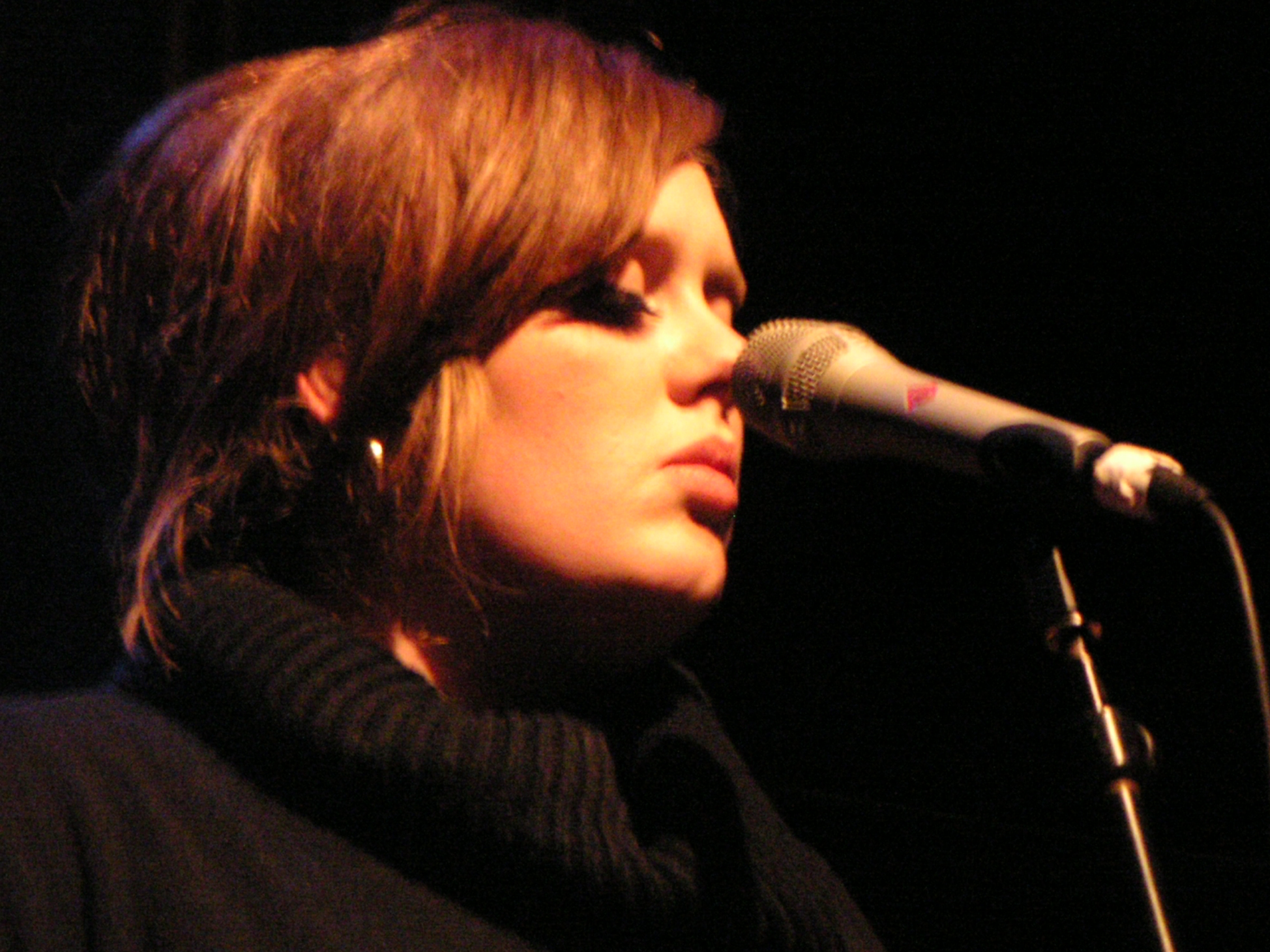
Adele, die Interpretin des Titelsongs

Aufgrund finanzieller Probleme der Produktionsgesellschaft MGM war die Pause zwischen Ein Quantum Trost und Skyfall außergewöhnlich lang. Nichtsdestoweniger wurden in dieser Zeit schon viele Entscheidungen getroffen und Weichen gestellt, um schnellstmöglich in Produktion gehen zu können. Dazu gehörten zum Beispiel das Engagement von Sam Mendes, das Drehbuch und der Titel. Dementsprechend datieren die ersten Gerüchte zum ikonischen Titellied der Filmreihe auch schon vor die offizielle Ankündigung von Titel und Crew zum Produktionsbeginn im November 2011. So bat Hauptdarsteller Daniel Craig, der auch schon Regisseur Sam Mendes zu Skyfall holte, die amerikanische Southern-Rock-Band Kings of Leon um einen Beitrag zu diesem Film. Allerdings lehnte die Band trotz mehrmaliger Bitten ab. Der Stammkomponist der Filmreihe David Arnold wiederum hat The Killers, Queen und Lady Gaga öffentlich für ein Titelstück vorgeschlagen. An Skyfall ist Arnold allerdings erstmals seit 15 Jahren nicht beteiligt, Sam Mendes brachte seinen Stammkomponisten Thomas Newman mit. Weiterhin brachte der britische Guardian Gerüchte in Umlauf, die Produzenten hätten Noel Gallagher um ein Lied gebeten. Dieser dementierte aber in seinem Blog deutlich, nachdem er davon erfahren hatte. Ohne größere Resonanz blieb das Angebot des Arctic-Monkeys-Frontmannes Alex Turner, das Titellied zu komponieren.
Die britische Rockband Muse wiederum galt einigen Online-Umfragen zufolge als Fanfavorit für die Musikuntermalung des Skyfall-Vorspanns. Der erste Titel Supremacy ihres Albums The 2nd Law, das zeitnah im Herbst 2012 erschien, enthält klare Reverenzen an das James Bond Theme. Sie hatten bereits früher ihr Interesse an einem James-Bond-Song bekundet, reichten aber noch keinen eigenen Vorschlag ein.
Auffallend ist aber, dass im Vergleich zu den vorherigen James-Bond-Filmen äußerst wenige Gerüchte zum Titelinterpreten in Umlauf kamen. Diese konzentrierten sich nämlich schon sehr früh auf die britische Sängerin Adele. Zum einen brachen die Verkaufszahlen ihres Albums 21 Rekorde, zum anderen ist sie stilistisch Shirley Bassey nicht unähnlich, die mit Goldfinger den Bond-Song definierte. Schon im September vor Bekanntgabe des Filmtitels Skyfall war sie in der Talkshow von Jonathan Ross zu Gast, wo sie erzählte, im November ins Studio zu gehen – um ein „Thema“ aufzunehmen. Eine Verbindung mit dem zu diesem Zeitpunkt noch unbetitelten 23. James-Bond-Film dementierte sie explizit nicht. In einem späteren Interview mit dem französischen Radiosender NRJ bekräftigte sie nochmals, dass 2012 nur eine einzige Single „gegen Jahresende“ geplant sei. Allerdings betonte die Filmproduzentin Barbara Broccoli im November 2011, dass zu diesem Zeitpunkt noch mehrere Künstler in Betracht gezogen würden. Im April 2012 wiederum machte sie zusammen mit Hauptdarsteller Daniel Craig schon öffentlich Andeutungen bezüglich Adele. Mitte September wurde sie schließlich bei den Abbey Road Studios gesichtet, in denen zeitgleich die Arbeiten an der Filmmusik stattfanden.
Bis zur offiziellen Bekanntgabe des Liedes waren allerdings nur ein paar wenige Informationen von Beteiligten an die Öffentlichkeit gelangt. Die Existenz eines fertigen und gesungenen Titelstücks zum Film bestätigte ein beteiligter Techniker Anfang September. Gänzlich unbemerkt blieb Tinie Tempahs Bemerkung bei der Mercury-Prize-Verleihung 2011, dass Adele angefragt wurde. Auch einer ihrer Koautoren, Ryan Tedder, und ihr PR-Berater Paul Moss twitterten über ihre Beteiligung – die Tweets wurden jedoch schnell wieder gelöscht. Selbst Epworth persönlich machte Andeutungen über das Titellied.
Währenddessen bestätigte Roger Friedman auf dem Portal Showbiz411 Adele als Titelinterpretin, ohne Belege oder offizielle Quellen zu nennen. Der Artikel wurde inzwischen auch von vielen bekannten Filmportalen aufgenommen und (fälschlich) als offizielle Bestätigung aufgefasst. Dies führte zu der kuriosen Situation, dass das renommierte britische Wettbüro William Hill schon Wettgewinne ausschüttete, ohne dass Adele offiziell bestätigt wurde. Friedman veröffentlichte noch zwei weitere Berichte, in denen er die Beteiligung von Produzent und Koautor Paul Epworth sowie einige Textzeilen vorab „bestätigte“. Der von ihm angenommene Titel Let the Sky Fall stellte sich letztendlich als falsch heraus, alle anderen von ihm veröffentlichten Informationen entsprechen aber der Wahrheit.

### Komposition und Aufnahme
Adele war immer erste Wahl für das Titellied. Zwar wurde auch Amy Winehouse nach Ein Quantum Trost erneut in Betracht gezogen, doch sie starb unerwartet ein halbes Jahr vor Produktionsbeginn. Adele war sehr stolz, für eine „dramatische Ballade“ angefragt zu werden. Gleichzeitig begegnete sie der Aufgabe mit großem Respekt. Ihr Interesse war erst geweckt, als ihr das Drehbuch und eine erste Idee ihres Koautors und Stammproduzenten Paul Epworth zusagten. Auf die ersten Songskizzen sang sie innerhalb von zehn Minuten Strophe und Refrain ein. Daraufhin arbeiteten sie und Epworth vier Monate an der Verfeinerung des Liedes.
Erste Aufnahmen waren bereits für den November 2011 vorgesehen, mussten aber aufgrund einer Halsoperation von Adele auf den Mai des folgenden Jahres verschoben werden. Der übrige Track wurde in den traditionsreichen Abbey Road Studios mit einem 77-köpfigen Orchester aufgezeichnet. Für dessen Leitung holte sich Epworth Rat bei dem Filmkomponisten Thomas Newman. Dieser war aber mit seiner eigenen Aufgabe so beschäftigt, dass er das Orchesterarrangement des Titelliedes an seinen Orchestrator J. A. C. Redford weitergab. Dank der langen Vorproduktion konnten die Aufnahmen rasch fertiggestellt werden.

### Veröffentlichung
| Seite | Titel                  | Länge |
| ----- | ---------------------- | ----- |
| A     | Skyfall                | 4:46  |
| B     | Skyfall (Instrumental) | 4:46  |

Das erste Zeichen einer nahenden Bestätigung fand sich erst am 28. September, als ein Mitglied der James-Bond-Fanseite MI6-hq das Singlecover in einem offenen Ordnerverzeichnis der offiziellen James-Bond-Website 007.com entdeckte. Drei Tage später schließlich wurde über Adeles offiziellen Twitterkanal ein Bild hochgeladen, das die Notenmappe zeigt, die für die Studioaufnahme gebraucht wurde. Kurz darauf wurde eine Pressemitteilung veröffentlicht. Seine Premiere feierte das Lied am Freitag, dem 5. Oktober 2012, auf Adeles Homepage um 0:07 Uhr Londoner Ortszeit. Der Tag wurde anlässlich des 50. Jubiläums des ersten James-Bond-Films James Bond – 007 jagt Dr. No zum weltweiten Bond-Tag erklärt. Gleichzeitig wurde es auf den meisten Musik-Downloadportalen verfügbar gemacht. Bereits einige Stunden zuvor hatte allerdings ein holländisches Radio das Presseembargo gebrochen und das Lied vor der vorgesehenen Veröffentlichung gespielt. Eine CD- und Vinylsingle erschien in Deutschland am 26. Oktober, in Großbritannien drei Tage später. Auf dem Soundtrack-Album zu Skyfall ist das Lied – wie zuvor lediglich You Know My Name – nicht vorhanden. Ob dies mit profanen Speicherbegrenzungen einer CD oder speziellen Auflagen seitens Adeles Management zu erklären ist, ist nicht bekannt.
Schon im Verlauf des ersten Verkaufstages kletterte Skyfall in rund 50 Ländern an die Spitze der iTunes-Charts. Zwischenzeitlich erreichte das Lied in Deutschland, der Schweiz, Irland, den Niederlanden und Norwegen die Spitze der Single-Charts. In Großbritannien kletterte es auf Platz zwei und zog damit mit dem bis dato höchstplatzierten Bond-Song A View to a Kill von Duran Duran gleich, in den USA kam Skyfall nur auf Platz 8. Da das Lied an einem Freitag veröffentlicht wurde, verteilten sich die hohen Verkäufe an den ersten Tagen auf zwei Messwochen.
Skyfall wurde direkt zusammen mit einem Musikvideo veröffentlicht. Dort ist der Liedtext vor nebligem bis brennendem Hintergrund animiert. Jedes „Skyfall“ erscheint dabei in der Form des offiziellen Filmlogos, während die normale Schrift weniger Textur aufweist. Da die Geburt ihres ersten Kindes kurz bevorstand, trat Adele im Video nicht auf und äußerte sich auch sonst nicht öffentlich. Abgesehen von wenigen Interviews mit Koautor Epworth fand kaum weitere Pressearbeit statt. Bei der Oscarverleihung 2013 feierte Skyfall seine Bühnenpremiere, kurz bevor es ausgezeichnet wurde. Früher in derselben Veranstaltung hatte Shirley Bassey bereits den James-Bond-Song Goldfinger aufgeführt im Rahmen einer Würdigung zum 50-jährigen Jubiläum der James-Bond-Filmreihe. 2016 verbot Adele Donald Trump die Verwendung des Stücks bei dessen Wahlkampagne.

## Rezeption
Zustimmung gab es auch von Monty Norman, dem Komponisten des James Bond Theme. Insbesondere die Reverenz an sein Original ehrt ihn. James Bond Daniel Craig war zu Tränen gerührt, als er das Lied zum ersten Mal hörte. Ein solches Titellied habe er sich schon lange gewünscht und halte es für die perfekte Wahl für den Film. Das Lied habe ihn so beeindruckt, dass er sich Adele auch für den nächsten Bondsong wünsche.

### Preise
Bei den Golden-Globe- und den Oscarverleihungen gewann Skyfall 2013 jeweils den Preis als bestes für einen Film geschriebenes Lied. Damit bekam das Lied die beiden prestigeträchtigsten Filmpreise der Welt. Zuletzt wurde ein Bond-Song 1982 mit For Your Eyes Only Oscar-nominiert, und keiner konnte zuvor seine Nominierung umsetzen. Es erhielt weiterhin den BRIT Award als Beste Britische Single des Jahres und wurde 2014 mit dem bekanntesten Musikpreis der Welt, dem Grammy, ausgezeichnet.

### Rezensionen
Die Reaktionen auf Skyfall waren überwiegend positiv. Viele zeigten sich erleichtert ob einer Rückkehr zu einer klassischen James-Bond-Ballade. Besonders hervorgehoben wurde das dramatische und reichhaltige Orchesterarrangement sowie Adeles Gesangsdarbietung im Angesicht einer fordernden Melodie. Kritische Stimmen hätten sich ein mutigeres Lied und eine komplexere Komposition gewünscht.

„Ein düsteres Pianospiel leitet das ein [sic!], dann erhebt sich die Stimme von Adele über alles.[…] Die britische Künstlerin sieht sich hier perfekt besetzt […] Sie bringt es auf den Punkt“

„[Das Lied] kann sich durchaus an seinen Vorgängern […] messen lassen. Ein instrumentales Feuerwerk aus Bläsern, Streichern und ein ganzer Chor unterstreichen die Dramatik des Liedes“

„Ein Hit wie aus den großen Tagen Sean Connerys und Roger Moores: […] Adeles Titel [ist] eine Hommage an die großen Bond-Songs der sechziger und siebziger Jahre“

„[Skyfall] is certainly one of the better efforts to try to capture that classic, torch song, femme fatale vibe.“

„Skyfall ist sicherlich einer der besseren Versuche, diese klassische, sentimentale Femme-Fatale-Atmosphäre zu erzeugen.“

„Sehr klassisch – um nicht zu sagen, eine Spur langweilig. Der Titel erlaubt sich keine Experimente, musikalisch nicht – und textlich erst recht nicht.“

## Kommerzieller Erfolg

### Chartplatzierungen
| ChartsChartplatzierungen       | Höchstplatzierung | Wochen |
| ------------------------------ | ----------------- | ------ |
| Deutschland (GfK)              | 1 (32 Wo.)        | 32     |
| Österreich (Ö3)                | 2 (26 Wo.)        | 26     |
| Schweiz (IFPI)                 | 1 (38 Wo.)        | 38     |
| Vereinigte Staaten (Billboard) | 8 (20 Wo.)        | 20     |
| Vereinigtes Königreich (OCC)   | 2 (34 Wo.)        | 34     |

| ChartsJahrescharts (2012)    | Platzierung |
| ---------------------------- | ----------- |
| Deutschland (GfK)            | 17          |
| Österreich (Ö3)              | 40          |
| Schweiz (IFPI)               | 20          |
| Vereinigtes Königreich (OCC) | 20          |

| ChartsJahrescharts (2013)    | Platzierung |
| ---------------------------- | ----------- |
| Deutschland (GfK)            | 88          |
| Schweiz (IFPI)               | 28          |
| Vereinigtes Königreich (OCC) | 88          |

### Auszeichnungen für Musikverkäufe
Die Single verkaufte sich laut Quellenangaben weltweit mehr als 7 Millionen Mal. Davon sind 5,5 Millionen durch Auszeichnungen sowie länderspezifischen Einzelnachweisen belegt. 
| Land/Region                  | Auszeichnungen für Musikverkäufe (Land/Region, Auszeichnung, Verkäufe) | Verkäufe  |
| ---------------------------- | ---------------------------------------------------------------------- | --------- |
| Australien (ARIA)            | Platin                                                                 | 70.000    |
| Belgien (BRMA)               | Platin                                                                 | 30.000    |
| Brasilien (PMB)              | Diamant                                                                | 250.000   |
| Dänemark (IFPI)              | Platin                                                                 | 30.000    |
| Deutschland (BVMI)           | 3× Gold                                                                | 900.000   |
| Finnland (IFPI)              | Gold                                                                   | 5.214     |
| Frankreich (SNEP)            | —                                                                      | 336.000   |
| Griechenland (IFPI)          | Platin                                                                 | 20.000    |
| Italien (FIMI)               | 3× Platin                                                              | 90.000    |
| Kanada (MC)                  | 5× Platin                                                              | 400.000   |
| Mexiko (AMPROFON)            | 2× Platin                                                              | 120.000   |
| Neuseeland (RMNZ)            | 2× Platin                                                              | 60.000    |
| Spanien (Promusicae)         | Platin                                                                 | 60.000    |
| Südkorea (KMCA)              | —                                                                      | 375.002   |
| Vereinigte Staaten (RIAA)    | Platin                                                                 | 1.000.000 |
| Vereinigtes Königreich (BPI) | 3× Platin                                                              | 1.800.000 |
| Insgesamt                    | 2× Gold · 22× Platin · 1× Diamant ·                                    | 5.516.216 |

Hauptartikel: Adele (Sängerin)/Auszeichnungen für Musikverkäufe

## Verwendung im Film

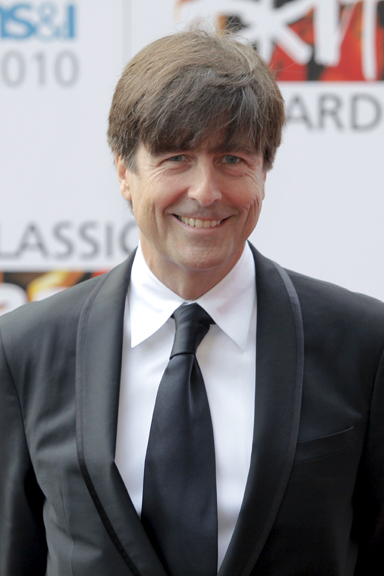
Thomas Newman komponierte die Filmmusik zu Skyfall, der auch eine Interpolation von Adeles Titellied enthält.

Für die traditionsreiche Vorspannsequenz von Skyfall zeichnete wieder Daniel Kleinman verantwortlich. Er entwarf alle James-Bond-Vorspänne seit 1995, außer zu Ein Quantum Trost. Die Aufnahmen dazu begannen im Mai 2012 in den Pinewood Studios in London, nachdem dort die Dreharbeiten für den Film beendet worden waren. Ihm standen sowohl Craig als auch Bardem zur Verfügung. Normalerweise entwickelt Kleinman erste Ideen nur anhand des Drehbuchs. Weil ihm diesmal früh Demos des Liedes zur Verfügung standen, konnte er sich auch gleich darauf beziehen. Daher gestaltete sich das Zusammenfügen von Vorspann und Titellied auch recht problemlos. Alles in allem arbeitete Kleinman rund ein Jahr am Vorspann, davon allein vier Monate an der effektreichen Postproduktion. Für den Vorspann wurde die Radioversion verwendet, der einige Wiederholungen und ein zentraler Instrumentalteil fehlen.
Direkt zu Anfang wird das Bild des ertrinkenden Bond aus dem Prolog aufgenommen, der daraufhin in eine Art Unterwelt im typischen Stil eines James-Bond-Vorspanns gezogen wird. Vor allem Schatten stehen diesmal im Mittelpunkt. Kleinman wollte so die nicht greifbare und doch allgegenwärtige Bedrohung im Film verbildlichen genauso wie die immer verborgene Geheimdienstarbeit. Der Vorspann ist im Gegensatz zu früheren deutlich plastischer und beschränkt sich nicht nur auf Frauensilhouetten. Auch die verwendeten Symbole sind vielfältiger als sonst und reichen von schlagenden Herzen und Blutadersystemen über die beschriebenen Schatten bis hin zur Heimat Bonds im Kindesalter, Skyfall. Aufgrund der exponierten Stellung des Vorspanns im Film wollte ihm Kleinman auch eine narrative Bedeutung geben und ließ so auch einige Vorausdeutungen einfließen.
Das Titellied war bereits ausgeformt, bevor sich Filmkomponist Thomas Newman an die Arbeit zum Filmsoundtrack machte. Daraufhin bat ihn Produzent Michael G. Wilson, das Titellied in den von Newman komponierten Soundtrack einzubinden, damit es kein bloßes „Anhängsel“ ist. Eine Interpolation hört man im Titel Komodo Dragon, der spielt, als Bond ein Kasino in Macau betritt. Newman sah die zugehörige Szene als ersten klassischen Bond-Moment im Film.